# Археологія Брунею
Археологія Брунею досліджує матеріальну історію людей, що жили на території сучасної держави Бруней.

## Історія археологічних досліджень
На території сучасного Брунею археологічні дослідження проводилися спорадично за участі аматорів з початку XX століття. Перші систематичні дослідження провели Том Гарріссон з Саравакського музею та Денніс Трамбл, державний казначей, у 1951 році. Вони шукали місцезнаходження давньої столиці Брунею в Кота-Бату. Локацію було знайдено 1952 року та зроблено пробний розкоп. Надалі археологією зацікавився султан Омар Алі Сайфуддін III, який надіслав П. М. Шариффуддіна до Саравакського музею та Лондона для навчання, як влаштовані археологічні музеї. Брунейський археологічний музей було відкрито 1972 року. З 1969 року видавався «Brunei Museum Journal» (укр. Журнал Брунейського музею), де публікувалися й археологічні знахідки та інтерпретації.
У 1974 році Боб Х'юїтт з Брунейського сільськогосподарського департаменту виявив уламки кераміки поблизу східного берега Танджунг-Бату. Дослідження Матуссіна Омара виявило 193 фрагменти кераміки на невеликій ділянці берега. Кераміку описали як речі часів династії Сун.
Перші контрольовані розкопки в Брунеї провів Матуссін Омар у 1977 і 1978 роках у Купангу (Лумапас) та Сунгаї-Лумуті (Ліанг).
У 1997 році поблизу Муари було знайдено рештки затонулого корабля. Торгівельний корабель було датовано приблизно 1500 роком.
2002 року під час гідротехнічних робіт було відкрито велике поселення X—XIV століть поблизу селища Лімау-Маніс у мукімі Пегкалан-Бату.

## Раннє Середньовіччя
Археологічні дослідження демонструють на території Брунею давні поселення не раніше X століття. Розкопки в районі селища Кампонг Танджонг-Нангка у мукімі Сенгкуронг виявили китайську кераміку часів династії Сун (X—XIII століття) нарівні з більш пізньою керамікою династій Мін та Цін. Розкопки поблизу селища Лімау-Маніс виявили велике поселення з китайською керамікою і монетами, датованими X—XIV століттями.

### «Брунейська кораблетроща»
У 1997 році було знайдено рештки торговельного корабля, що затонув близько 1500 року поблизу узбережжя Брунею. На борту було виявлено близько 13,5 тисяч артефактів, більше 70 % з них були неушкоджені. Значна частина артефактів — це кам'яний посуд, що походить з провінції Сінгбурі Таїланду. Інша частина — це китайська порцеляна. Окрім посуду серед вантажу знаходились олов'яні зливки, скляні браслети, мідний дріт у банках, брасові палички, слонова кістка, 40 китайських монет тощо. Дослідження свідчить про значний обсяг торгівлі між Брунеєм та тогочасними азійськими країнами.

## Пам'ятки
Пам'ятка Кота-Бату являє собою поселення X—XVII століть, яке в останній період (3 століття) було столицею Брунею. Знайдені залишки кам'яної стіни, багато китайської, в'єтнамської, тайської кераміки.
Пам'ятка Лімау-Маніс — це поселення на захід від Бандар-Сері-Бегавану, час розквіту якого прийшовся на X—XIV століття. Тут знайдено більше 50 тисяч артефактів, серед яких переважає кераміка, а також монети, кістки, браслети, дерев'яні та металеві вироби, риболовецькі снасті,
Поселення X — середини XIV століття Терусан-Купанг містить чимало китайської кераміки епохи династії Сун. Воно розташовано на 4 км вище по течії річки Мендуан від Кота-Бату. Можливо, це був центр брунейської культури до Кота-Бату, хоча інші дослідники припускають його зв'язок з пам'яткою Джай-Джай у Лімбангу.
Окрім цих пам'яток є дрібніші XV—XVI століть, серед яких Пулау-Чермін, пов'язана з Кота-Бату, і Сунгай-Лімут. Кераміку знаходять і в інших місцях, зокрема в Танджонг-Лумуті поблизу Муари, де вона походить, імовірно, з кораблетрощ.

## Музеї
Брунейський музей існує з 1972 року. У 2015 році було відкрито Археологічний парк у Кота-Бату, де зібрано як експозицію речей, знайдених на цій локації, так і експозиції, присвячені іншим археологічним знахідкам Брунею. Побудова парку коштувала уряду близько 2 мільйонів доларів США. Площа парку складає майже 5 гектарів, довжина туристичних стежок складає 2,9 км.